# Золтан Опата
Золтан Опата (угор. Opata Zoltán, нар. 24 вересня 1900, Будапешт — пом. 19 травня 1982, Будапешт) — угорський футболіст, що грав на позиції нападника. По завершенні ігрової кар'єри — футбольний тренер. Виступав, зокрема, за клуб МТК (Будапешт), а також національну збірну Угорщини. 6-разовий Чемпіон Угорщини як гравець, Чемпіон Югославії, Румунії і Польщі як тренер.

## Клубна кар'єра
У дорослому футболі дебютував 1917 року виступами за команду МАВАГ, в якій виступав протягом трьох сезонів. Два перших із них клуб провів у вищому дивізіоні, але в 1919 році вилетів у другий дивізіон.
Своєю грою за МАВАГ, Опата привернув увагу представників провідного клубу країни МТК (Будапешт), до складу якого приєднався 1920 року. МТК переживав золоті часи, адже команда до приходу Золтана п'ять сезонів поспіль здобувала першість країни. Стільки ж трофеїв поспіль буде і після його приходу. В складі МТК в той час виступало ціле сузір'я знаменитих футболістів, серед яких: Дьюла Манді, Анталь Ваго, Імре Шлоссер, Дьордь Орт, Йожеф Браун, Вільмош Кертес, Дьюла Фельдманн, Дьордь Мольнар, Бела Гуттманн та багато інших. Опата грав універсально на різних позиціях у нападі, хоча найчастіше центрального нападника. Забивав не дуже багато (найбільше 11 м'ячів у сезоні 1925–26), більше підігравав своїм партнерам, але був гравцем основи. А ще у команді Золтан вважався одним з головних веселунів і жартівників, а також любителем богемного життя. Тому й поїхав у 1924 році, задля швидкого заробітку, у команду «Маккабі» (Брно), котра проводила по всій Європі товариські матчі, що приносили непогані прибутки. Основу команди складали угорські футболісти, проте Опата не пробув у «Маккабі» довго і уже четвертому турі сезону 1924–25 знову грав за МТК. Крім перемог у чемпіонаті, Золтан здобув у складі МТК два титули володаря Кубка Угорщини в 1923 і 1925 роках. В обох випадках МТК перемагав у фіналі «Уйпешт» з рахунками 4:1 в 1923 році і 4:0 в 1925 році, а Опата відзначався голами (одним і двома відповідно). З введення професіоналізму в 1926 році МТК отримав приставку до назви «Хунгарія» і втратив одноосібне лідерство в країні, далася в знаки зміна поколінь у команді. Тим не менше, з трійки найкращих клуб не випадатиме, борючись за чемпіонство з «Ференцварошем» і «Уйпештом». Успішною ця боротьба стала для команди в 1929 році, коли «Хунгарія» під керівництвом тренера Бели Ревеса на одне очко випередила «Ференцварош» і після трирічної перерви знову стала чемпіоном. В цьому сезоні Опата грав не регулярно, на його рахунку лише 8 матчів без забитих голів.
З 1929 по 1936 рік Золтан змінив багато клубів і ніде не затримувався надовго. Виступав у складі команд «Аттіла», «Немзеті», «Бочкаї», «Лілль», потім було короткотривале повернення в «Хунгарію», ще одне повернення до «Аттіли» і знову переїзд до Франції у «Расінг» (Париж). Завершив професійну ігрову кар'єру Опата у клубі «Нітра». У «Аттілі», «Бочкаї» і «Нітрі» був граючим тренером.

## Виступи за збірну
1922 року дебютував у складі національної збірної Угорщини у матчі проти Австрії (1:1). В 1924 році був учасником Олімпійських ігор у Франції. Збірна Угорщини в першому раунді перемогла збірну Польщі з рахунком 5:0, а Опата відзначився двома забитими м'ячами. У другому раунді команда несподівано поступилась скромній збірній Єгипту з рахунком 0:3.
Більш-менш регулярно викликався у збірну до 1927 року. В наступні роки зіграв за команду лише одного разу — у 1930 році у дуже невдалому для Угорщини матчі кубка Центральної Європи, що завершився домашньою поразкою від збірної Італії (0:5). Загалом Опата провів у формі головної команди країни 17 матчів, забивши 6 голів.

## Кар'єра тренера
Розпочав тренерську кар'єру Опата, ще залишаючись гравцем клубів «Аттіла», «Бочкаї» і «Нітра».
В 1936 році очолив тренерський штаб аматорської збірної Угорщини. Керував командою під час футбольного турніру на Олімпійських іграх 1936 року у Берліні. Його команда в першому ж раунді поступилась Польщі з рахунком 0:3.
Попрацювавши в угорському клубі «Бочкаї», Опата перебрався до Югославії у команду ХАШК, з якою виграв єдине в історії команди чемпіонське звання. Далі у кар'єрі Золтана був МАВАГ, після чого угорський наставник тренував у Румунії в клубах «ЧФР Клуж», «Ферраруль Клуж», УТА (Арад). З останніми здобув титул чемпіона Румунії.
Після повернення в Угорщину Опата працював сильних клубах «Ференцварош», «Уйпешт» і «Чепель», але без значних успіхів. Також Опата на початку 50-х входив до тренерського штабу збірної Угорщини, що стала переможцем Олімпійських ігор 1952. В сезоні 1957/58 очолив польську команду «Гурник» (Забже), котру привів історичної першої перемоги в чемпіонаті. Таким чином, Опата став у ролі тренера чемпіоном трьох країн — Югославії, Румунії і Польщі.
Останнім місцем тренерської роботи була Угорщина B, команду якої Золтан Опата очолював як головний тренер до 1961 року.
Помер 19 травня 1982 року на 82-му році життя.
| Дата       | Місто     | Господарі      | Результат | Гості    | Турнір                     | Голи | Примітки    |
| ---------- | --------- | -------------- | --------- | -------- | -------------------------- | ---- | ----------- |
| 30/04/1922 | Будапешт  | Угорщина       | 1 – 1     | Австрія  | товариський матч           | -    |             |
| 23/09/1923 | Будапешт  | Угорщина       | 2 – 0     | Австрія  | товариський матч           | -    |             |
| 06/04/1924 | Будапешт  | Угорщина       | 7 – 1     | Італія   | товариський матч           | 1    |             |
| 04/05/1924 | Будапешт  | Угорщина       | 2 – 2     | Австрія  | товариський матч           | -    |             |
| 18/05/1924 | Цюрих     | Швейцарія      | 4 – 2     | Угорщина | товариський матч           | 1    | 46'         |
| 26/05/1924 | Париж     | Угорщина       | 5 – 0     | Польща   | Олімпійські ігри – 1 раунд | 2    |             |
| 29/05/1924 | Сент-Овен | Угорщина       | 0 – 3     | Єгипет   | Олімпійські ігри – 1/8     | -    |             |
| 04/06/1924 | Гавр      | Франція        | 0 – 1     | Угорщина | товариський матч           | -    |             |
| 21/05/1925 | Будапешт  | Угорщина       | 1 – 3     | Бельгія  | товариський матч           | -    | 46'         |
| 04/10/1925 | Будапешт  | Угорщина       | 0 – 1     | Іспанія  | товариський матч           | -    | 24'         |
| 08/11/1925 | Будапешт  | Угорщина       | 1 – 1     | Італія   | товариський матч           | -    |             |
| 14/11/1926 | Будапешт  | Угорщина       | 3 – 1     | Швеція   | товариський матч           | 1    |             |
| 19/12/1926 | Віго      | Іспанія        | 4 – 2     | Угорщина | товариський матч           | 1    |             |
| 10/04/1927 | Відень    | Австрія        | 6 – 0     | Угорщина | товариський матч           | -    | 41'         |
| 24/04/1927 | Прага     | Чехословаччина | 4 – 1     | Угорщина | товариський матч           | -    |             |
| 12/06/1927 | Будапешт  | Угорщина       | 13 – 1    | Франція  | товариський матч           | -    | 30' 33' 87' |
| 11/05/1930 | Будапешт  | Угорщина       | 0 – 5     | Італія   | Кубок Центральної Європи   | -    |             |
| Усього     |           | Матчів         | 17        |          | Голів                      | 6    |             |

## Титули і досягнення

### Як гравця
МТК/«Хунгарія»:
- Чемпіон Угорщини: 1920–21, 1921–22, 1922–23, 1923–24, 1924–25, 1928–29
- Срібний призер Чемпіонату Угорщини: 1925–26, 1927–28
- Бронзовий призер Чемпіонату Угорщини: 1926–27
- Володар Кубка Угорщини: 1923, 1925

### Як тренера
- Чемпіон Югославії:

ХАШК: 1937–38
- Чемпіон Румунії:

УТА (Арад): 1946–47
- Чемпіон Польщі:

«Гурник» (Забже): 1957